# Autumn Song (Enrico Pieranunzi)
Autumn Song è un album live di Enrico Pieranunzi, pubblicato dalla Enja Records nel 1985. Il disco fu registrato dal vivo il 2 novembre 1984, al Berlin Jazz Days '84, Berlino Ovest, Germania Ovest.

## Tracce
Lato A
1. Monologue 2 / Introspection (Enrico Pieranunzi)
2. All the Things You Are – 8:30 (Jerome Kern)
3. If There Is Someone Lovelier – 7:45 (Arthur Schwartz, Howard Dietz)
4. Turn Out the Stars – 5:56 (Bill Evans)

Lato B
1. The Reason Why – 7:20 (Enrico Pieranunzi)
2. Autumn Song – 5:20 (Enrico Pieranunzi)
3. Solar – 7:18 (Miles Davis)

Edizione CD del 2004, pubblicato dalla YVP Music Records dal titolo Live at the Berlin Jazz Days '84
1. Monologue 2 (a) Enrico Pieranunzi b) Jerome Kern)
2. The Mood Is Good – 8:30 (Enrico Pieranunzi)
3. If There Is Someone Lovelier Than You – 8:07 (Arthur Schwartz, Howard Dietz)
4. Turn Out the Stars – 6:21 (Bill Evans)
5. The Reason Why – 7:41 (Enrico Pieranunzi)
6. Autumn Song – 6:17 (Enrico Pieranunzi)
7. Solar – 8:36 (Miles Davis)
8. Will You Still Be Mine? – 10:19 (Dennis, Adair)

## Musicisti
- Enrico Pieranunzi - pianoforte
- Enzo Pietropaoli - contrabbasso
- Fabrizio Sferra - batteria
- Massimo Urbani - sassofono alto (solo nei brani: Solar e Will You Still Be Mine?)